# The Fall Tour
Tournées par The Weeknd
The Kiss Land Fall Tour
The Fall Tour est la première tournée du chanteur canadien The Weeknd. La tournée débute le 18 septembre à Camden, aux États-Unis et se termine le 29 octobre 2012 à Montréal au Canada,,,.

## Setlist
Cette liste est celle d'un concert à Chicago et ne représente pas nécessairement toute la tournée.
1. Lonely Star
2. Loft Music
3. The Party & the After Party
4. What You Need
5. Next
6. High for This
7. The Knowing
8. Wicked Games
9. The Morning
10. House of Balloons / Glass Table Girls
11. The Birds, Part 1
12. Crew Love (reprise de Drake
13. Rolling Stone

## Dates
| Date         | Villes        | Pays       | Premières parties        |
| ------------ | ------------- | ---------- | ------------------------ |
| 18 septembre | Camden        | États-Unis | Florence and the Machine |
| 19 septembre | Columbia      | États-Unis | Florence and the Machine |
| 21 septembre | Chicago       | États-Unis | NC                       |
| 24 septembre | Winnipeg      | Canada     | NC                       |
| 26 septembre | Edmonton      | Canada     | NC                       |
| 27 septembre | Calgary       | Canada     | NC                       |
| 29 septembre | Vancouver     | Canada     | NC                       |
| 4 octobre    | San Diego     | États-Unis | Florence and the Machine |
| 5 octobre    | Mountain View | États-Unis | Florence and the Machine |
| 7 octobre    | Los Angeles   | États-Unis | Florence and the Machine |
| 16 octobre   | Orlando       | États-Unis | NC                       |
| 17 octobre   | Miami         | États-Unis | NC                       |
| 19 octobre   | Atlanta       | États-Unis | NC                       |
| 20 octobre   | Charlotte     | États-Unis | NC                       |
| 22 octobre   | Boston        | États-Unis | NC                       |
| 26 octobre   | New York      | États-Unis | NC                       |
| 27 octobre   | Bronx         | États-Unis | NC                       |
| 29 octobre   | Montréal      | Canada     | NC                       |